# Atrezija žučnih puteva
Atrezija žučnih puteva ili bilijarna atrezija je neonatalna holestatska bolest, uzrokovana kompletnom organskom opstrukcijom ekstrahepatičnih žučnih puteva, najverovatnije urođene prirode. Intrahepatični žučni putevi su takođe zahvaćeni periholangealnom fibrozom.
Klinički se manifestuje žuticom (konjugirana hiperbilirubinemija) i aholičnim stolicama, vremenom sa pojavom tamne mokraće, hepatomegalije i/ili splenomegalije kod odojčeta koje je do tada bilo dobrog opšeg stanja. Analogni patološki proces u starije dece i odraslih ne postoji. Nelečeni bolesnici razvijaju cirozu jetre i umiru zbog insuficijencije jetre do druge godine života. Intraoperativna holangiografija je zlatni standard i definitivna analiza u postavljanju dijagnoze. Hepatoportoenterostomija (HPE) je palijativni hirurški zahvat kojim se nastoji ponovno uspostaviti protok žuči u crevo. Od presudne je važnosti dijagnozu postaviti što ranije, po mogućnosti pre 60. dana života, jer uspeh operacije zavisi od starosti bolesnika u vreme zahvata. Iako operacija kod većine bolesnika (40-60%) uspostavlja žučni protok, intrahepatični zapaljenjske proces ne jenjava i s vremenom bolesti, već progredira do bilijarne ciroze zbog čega u konačnom ishodu 70-80% bolesnika zahteva transplantaciju jetre. Ukupno preživljenje bolesnika s bilijarnom atrezijom danas iznosi 90% , a većina lečenih ima dobar kvalitet života.

## Epidemiologija
Morbiditet
Atrezija žučnih puteva je retka bolest. Najčešće se javlja u zemljama istočne Azije. Incidencija bolesti je najveća u Francuskoj Polineziji (1 : 3.125 živorođenih), dok se u zemljama zapadne Evrope i Sjedinjenim Američkim Državama kreće u rasponu od 1 : 14.000 do 1 : 20.000. Ukupno preživljenje bolesnika s atrezijom žučnih puteva danas iznosi 90% i većina uspešno lečenih ima normalan i kvalitetan život. 
Polne razlike
Iako se prema nekim studijama atrezije žučnih puteva češće javljaju kod ženske dece. istraživanja sprovedena na većem broju bolesnika nisu pokazala tako ubedljivu dominaciju pojave bolesti kod ženskog pola. Ukoliko se među bolesnicima sa atrezijom žučnih puteva izdvoje oni s BASM sindromom ili sindromom polisplenije, dominacija ženskog pola postaje značajna i iznosi 2:1..
Rasa
Incidenca atrezija žučnih puteva je najveća kod azijskih populacija. Poremećaj se javlja i kod odojčadi crne rase, sa incidencom približno dva puta većom od one kod beba bele rase.

## Etiologija
Atrezija žučnih puteva je urođena brzoprogredirajuća upalna obliteracijska bolest ekstrahepatičnih žučnih puteva. Nepoznate je etiologije i javlja se u novorođenačkom uzrastu ili ranom dojenačkom uzrastu. Najčešći je uzrok hronične bolesti jetre i indikacija za transplantaciju jetre u dečjem uzrastu. 
U predmnijevane patogenetske mehanizme danas se ubrajaju virusne infekcije, genetske mutacije, poremećaji morfogneze hepatobilijarnog sistema, imunološka oštećenja i autoimunost. 

### Klasifikacija
Atrezija žučnih puteva je heterogena bolest kod koje koja se na osnovu kliničkih karakteristika bolesnika i pojave simptoma razlikuju tri tipa bilijarne atrezije:
Prvi (perinatalni) tip
U najčešćem „nesindromskom“ ili perinatalnom tipu bolesti bilijarna atrezija je izolovana anomalija, a simptomi se javljaju nakon perioda zdravlja obično krajem prvog ili početkom drugog meseca života. 
Drugi (fetalni) tip
„Sindromski“, embrionalni ili fetalni tip bolesti karakteriše ranija pojava simptoma, obično neposredno po rođenju, a bilijarna atrezija je kod ovih bolesnika udružena sa drugim kongenitalnim anomalijama i poremećajima visceralnog situsa. U okviru sindromskog oblika bolesti izdvaja se BASM sindrom koga uz poremećaj simetrije visceralnih organa karakteriše i malformacija slezine. 
Treći (udruženi) tip
U poseban, treći tip bolesti ubrajaju se bolesnici koji uz bilijarnu atreziju imaju druge (udružene) kongenitalne malformacije, ali nemaju poremećaj simetrije visceralnih organa.

## Klinička slika
U kliničkoj slici dominiraju aholična stolica i žutica, koja perzistira duže od dve nedelje odtrođenja deteta. Kod bolesnika se razvijaja distenzija trbuhase i hepatosplenomegalija. 
U starije odojčadi razvijaju se ascit, izražen venski crtež na trbuhu, malnutricija, palmarni eritem i batičasti prsti. 

## Dijagnoza
Dijagnostika je usmerena na diferencijaciju između atrezije žučnih puteva i drugih uzroka žuticom proizvedenog hepatitisa (virusni, alfa-1-antitripsin deficijencija, neonatalni hepatitis). 
Dijagnostičke procedure obuhvataju: 
- laboratorijske analize,
- ultrazvučni pregled (sa znacima odsustva žučne kese i fibroznom masom u predelu porte hepatis su karakteristični za atreziju),
- histološko ispitivanje uzorka jetre uzeto perkutanom biopsijom,
- test izlučivanja žuči u duodenum,
- radiografsko ispitivanje žučnih puteva.

## Terapija
Optimalan period za operativnu korekciju atrezije žučnih puteva je do tri meseca. Nakon toga i pored uspostavljanja toka žuči dolazi do definitivnog oštećenja jetre i smrtnog ishoda unutar dve godine života.
Operativno lečenje podrazumeva portoenterostomiju, to jest rekonstrukciju žučnih puteva uspostavljanjem anastomoze između porte hepatis i gastrointestinalnog trakta (najčešće jejunuma po tipu Roux-en-Y). 
Postoperativno kod bolesnika se sprovodi produžena antibiotska terapija radi prevencije holangitisa.

## Literatura
- Mowat, A. P. (јун 1996). „Biliary atresia into the 21st century: a historical perspective”. Hepatology. 23 (6): 1693—5.
- Muraji, T.; Higashimoto, Y. (јул 1997). „The improved outlook for biliary atresia with corticosteroid therapy”. J Pediatr Surg. 32 (7): 1103—6.; discussion 1106-7.
- Nio, M.; Ohi, R.; Shimaoka, S.;  . (јануар 1997). „The outcome of surgery for biliary atresia and the current status of long-term survivors”. Tohoku Journal of Experimental Medicine. 181 (1): 235—44..
- Okazaki, T.; Kobayashi, H.; Yamataka, A.;  . (фебруар 1999). „Long-term postsurgical outcome of biliary atresia”. J Pediatr Surg. 34 (2): 312—5.
- Otte, J. B.; de Ville de Goyet J, Reding R;  . (јул 1994). „Sequential treatment of biliary atresia with Kasai portoenterostomy and liver transplantation: a review”. Hepatology. 20 (1 Pt 2): 41.S-48S.

## Spoljašnje veze
|  | Molimo Vas, obratite pažnju na važno upozorenje u vezi sa temama iz oblasti medicine (zdravlja). |